# Grand Canyon National Monument
Grand Canyon National Monument to nazwa dwóch nieistniejących obecnie pomników narodowych w amerykańskim stanie Arizona. 
Pierwszy pomnik Grand Canyon National Monument został ustanowiony 11 stycznia 1908 roku przez prezydenta Theodore'a Roosevelta. Ze względu na rozmiar pomnika, jego decyzja została zaskarżona do Sądu Najwyższego. W 1920 roku sąd uznał ją za zgodną z prawem podkreślając, że prezydent ma prawo ustanawiać pomniki dowolnej wielkości. W międzyczasie, 19 listopada 1919 roku Kongres Stanów Zjednoczonych ustawowo utworzył na tym miejscu istniejący obecnie Park Narodowy Wielkiego Kanionu.
Drugi pomnik Grand Canyon National Monument został ustanowiony 22 grudnia 1932 roku decyzją prezydenta Stanów Zjednoczonych Herberta Hoovera. Prezydent Franklin Delano Roosevelt zmniejszył jego granice w 1940 roku, a w 1975 roku jego obszar został włączony do Parku Narodowego Wielkiego Kanionu.